# Chahnez M'barki
Chahnez Al-M'barki (còn Chahnez M'barki, tiếng Ả Rập: شهناز المباركي; sinh ngày 12 tháng 6 năm 1981) là một Judoka người Tunisia, người chơi cho hạng mục siêu nhẹ. Cô là một huy chương sáu lần tại Giải vô địch Judo châu Phi, và một huy chương đồng tại Đại hội Thể thao toàn châu Phi 2007 ở Algiers, Algérie. Cô cũng đã giành được huy chương bạc cho bộ phận của mình tại Đại hội Thể thao Địa Trung Hải năm 2009 tại Pescara, Ý, thua Elena Moretti của nước chủ nhà.
M'barki đại diện cho Tunisia tại Thế vận hội Mùa hè 2008 ở Bắc Kinh, nơi cô thi đấu cho lớp học siêu nhẹ nữ (48   Kilôgam). Thật không may, cô đã thua trận đấu vòng sơ khảo đầu tiên, bởi một ippon waza-ari awasete (hai điểm đầy đủ) và một gari morote (gặt hai tay), cho Lyudmyla Lusnikova của Ukraine.